# Citroën Ami (2020)
Der Citroën Ami ist ein zweisitziges, elektrisches Leichtfahrzeug des Automobilherstellers Citroën. Es ist in der Europäischen Union als leichtes Vierradmobil (Fahrzeugklasse L6e-B) zugelassen und kann deshalb in Deutschland bereits mit dem Führerschein AM gefahren werden.
Das Fahrzeug wird auch als Opel Rocks Electric (bis 2023: Opel Rocks-e) verkauft. Zudem wurde es im Sommer 2023 mit weniger symmetrischer Form als Fiat Topolino präsentiert. Der Hersteller aller drei Fahrzeugtypen ist PSA Automobiles SA. Das Fahrzeug wird in Marokko im PSA-Werk in der Freihandelszone von Kénitra gebaut.

## Geschichte
Erstmals präsentiert wurde das Modell im März 2019 als Konzeptfahrzeug Ami One Concept auf dem Genfer Auto-Salon. Das serienreife Modell wurde am 27. Februar 2020 in der Paris La Défense Arena vorgestellt. In Frankreich begann der Verkauf im Juni 2020. In Deutschland kam der Ami nach mehrfach verschobenen Ankündigungen für eine Markteinführung im Sommer 2024 in den Handel.
Im August 2021 präsentierte Opel das Modell baugleich und lediglich farbvariiert als Opel Rocks-e. Er kam im November 2021 in den Handel. Ein erstes Bild der Marke Fiat, die den Wagen als Topolino anbietet, wurde im Juni 2023 gezeigt. Der Topolino wird seit September 2023 verkauft. Im Gegensatz zum Citroën und Opel hat er jedoch eine eigenständige Front- und Heckpartie, die an den zwischen 1955 und 1969 gebauten Fiat 600 erinnern soll.
Im Dezember 2021 präsentierte Citroën mit dem My Ami Buggy Concept eine Variante als Konzeptfahrzeug mit einem Offroad-Look und ohne Türen. Eine Serienversion, die auf 50 Exemplare limitiert ist, kam im Juni 2022 in den Handel. Weitere 1000 Fahrzeuge dieser Serie wurden ab 2023 verkauft.
Im Mai 2021 wurde eine Nutzfahrzeug-Variante vorgestellt. Bei ihr entfällt der Beifahrersitz. Stattdessen wird eine Trennwand aus Polypropylen mit klappbarem Deckel eingebaut. Der Laderaum ist über die rechte Tür von außen zugänglich und fasst 260 Liter. Insgesamt lassen sich 400 Liter Fracht im Auto unterbringen. Zuladen darf man 140 kg.
Bei einem Design-Wettbewerb von Opel wurde im Dezember 2022 der Rocks e-xtreme vorgestellt. Er wurde schließlich als Einzelstück gebaut.
Eine überarbeitete Version des Citroën Ami wurde im Oktober 2024 auf dem Pariser Autosalon präsentiert. Sie soll 2025 in den Handel kommen.
Seit Februar 2025 bietet der italienische Karosseriebauer Caselani Automobili Bausätze im Retro-Stil an, um den Ami so zu modifizieren, dass er wegen dessen wellblechartigen Designs an den Citroën Typ H erinnert.

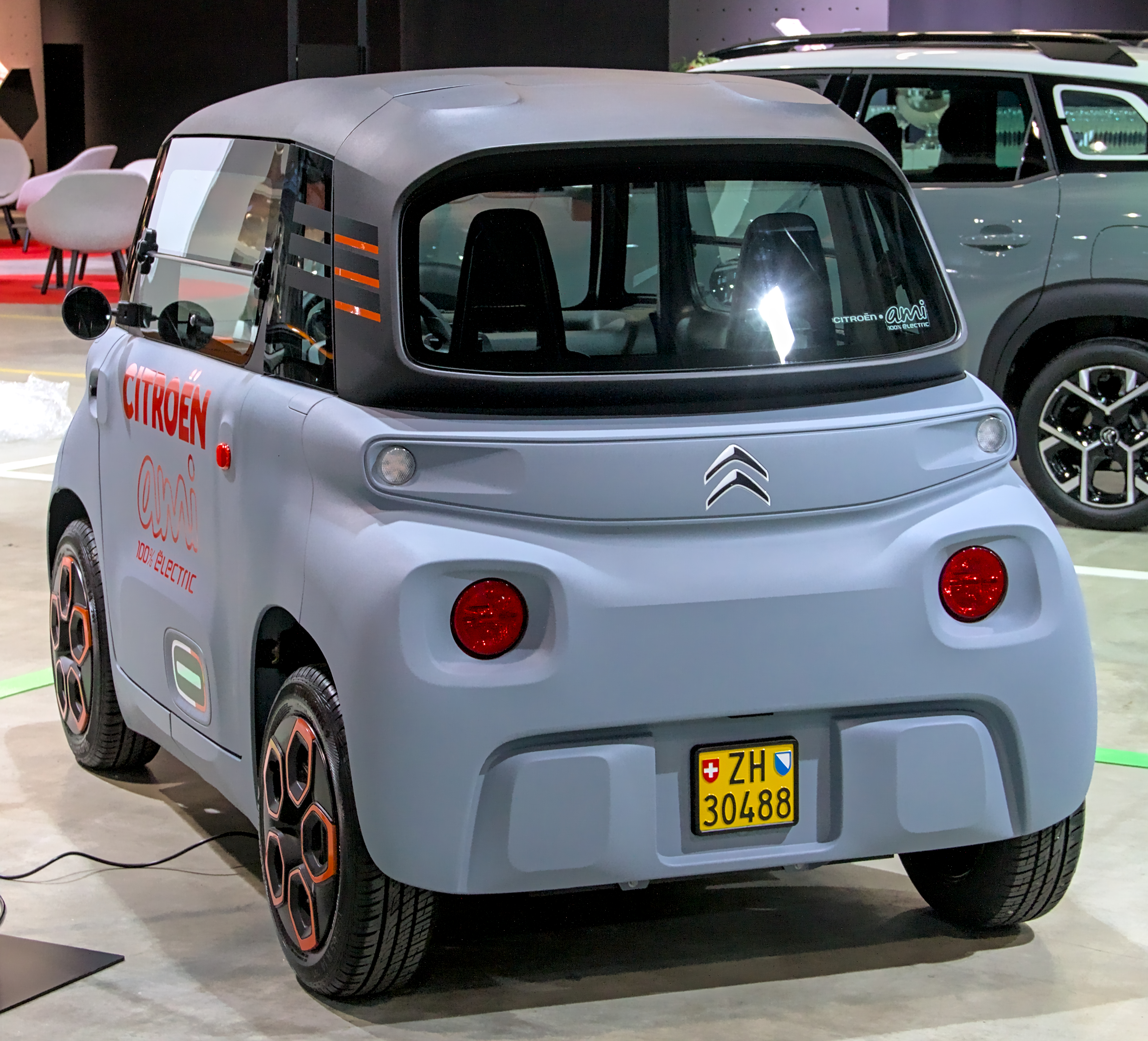
Heckansicht
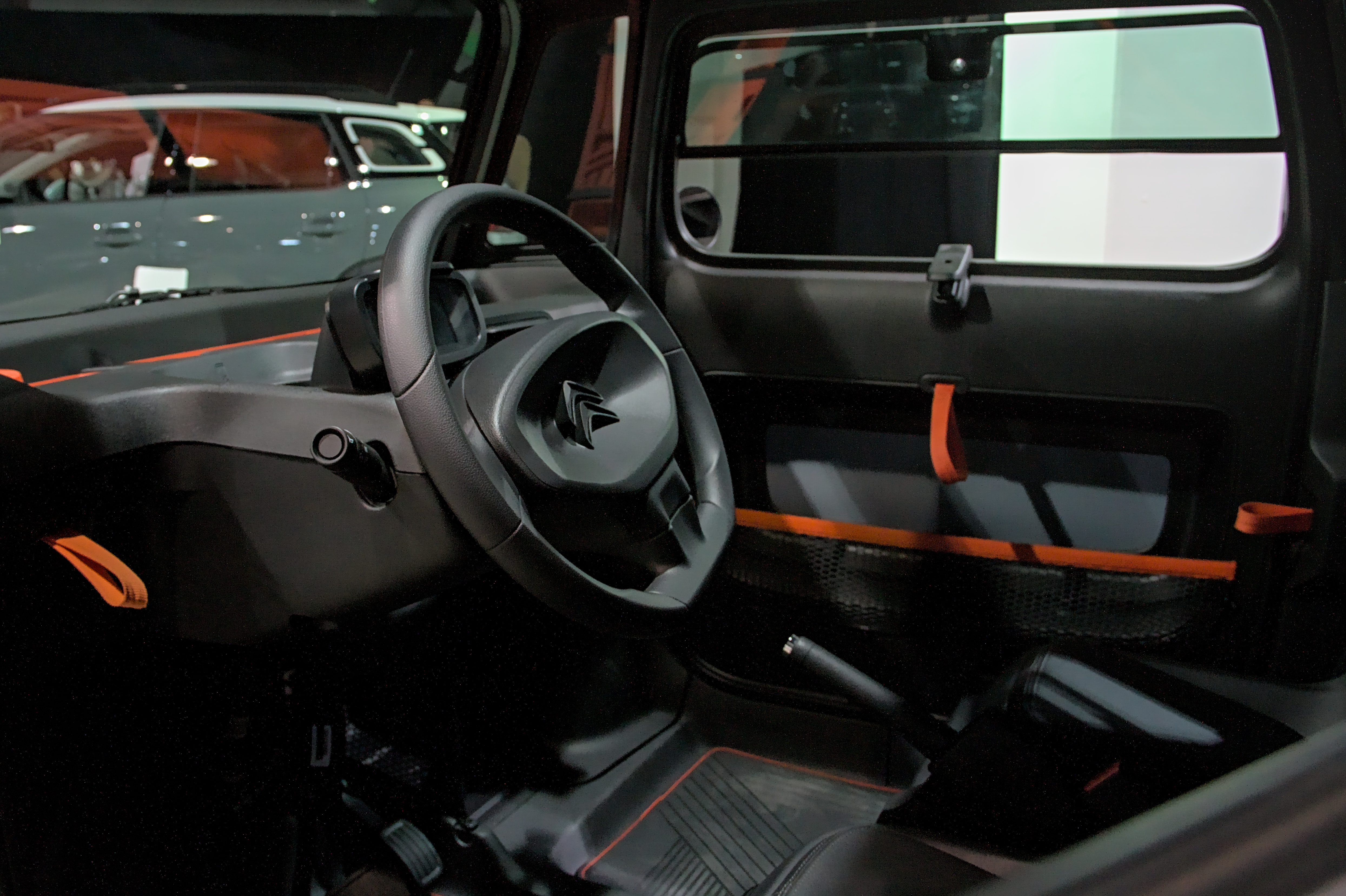
Innenansicht
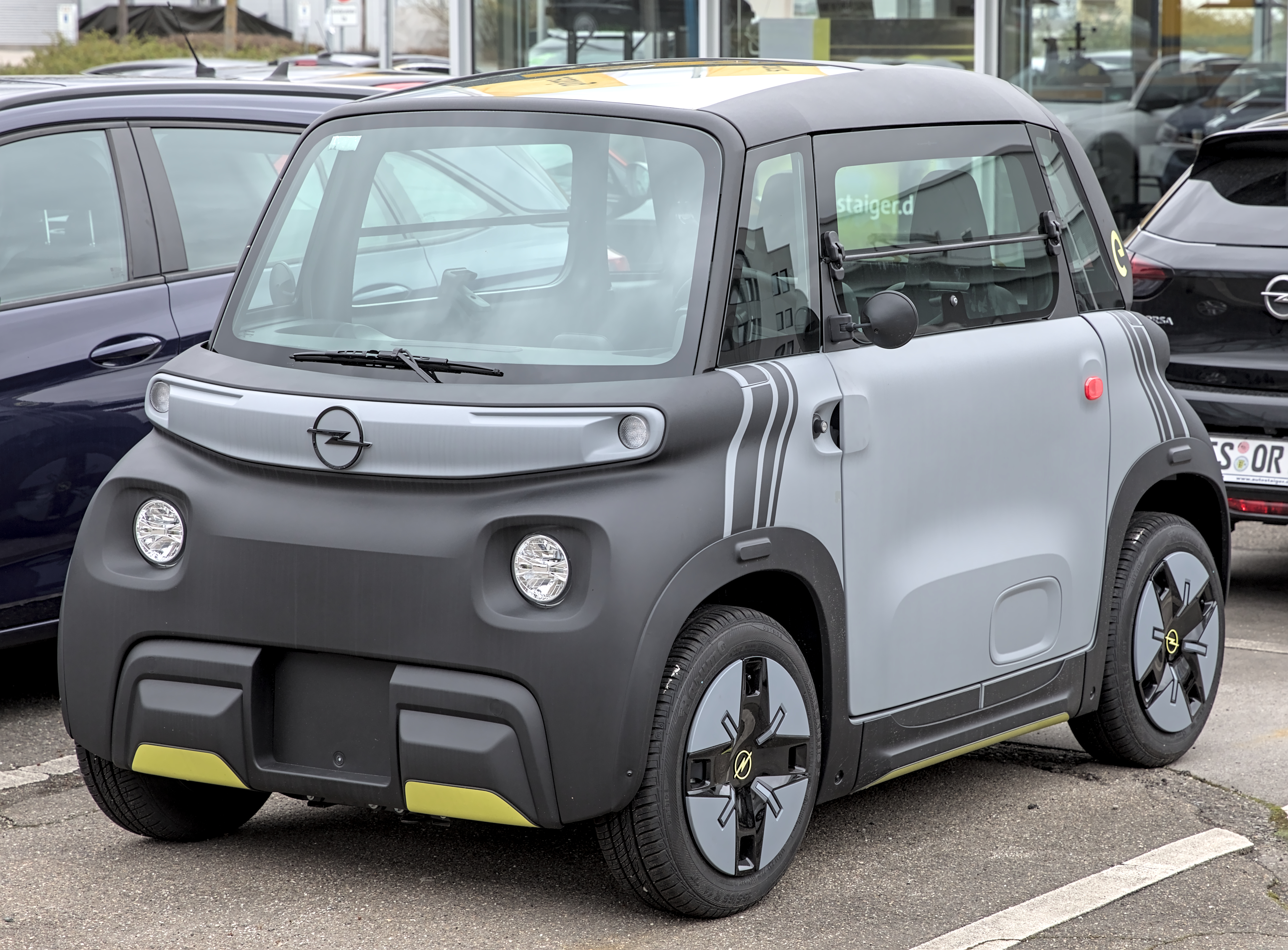
Opel Rocks-e
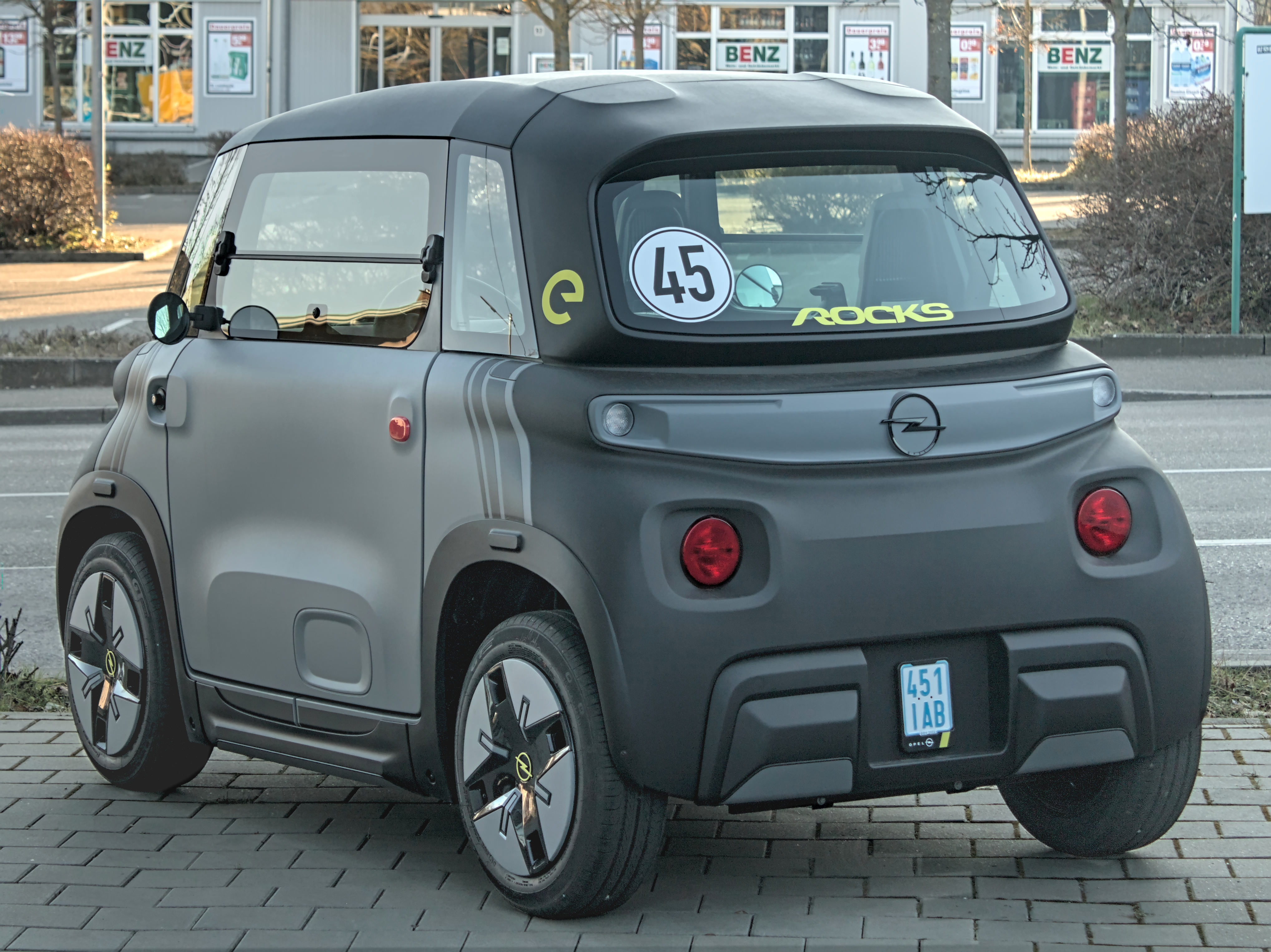
Heckansicht
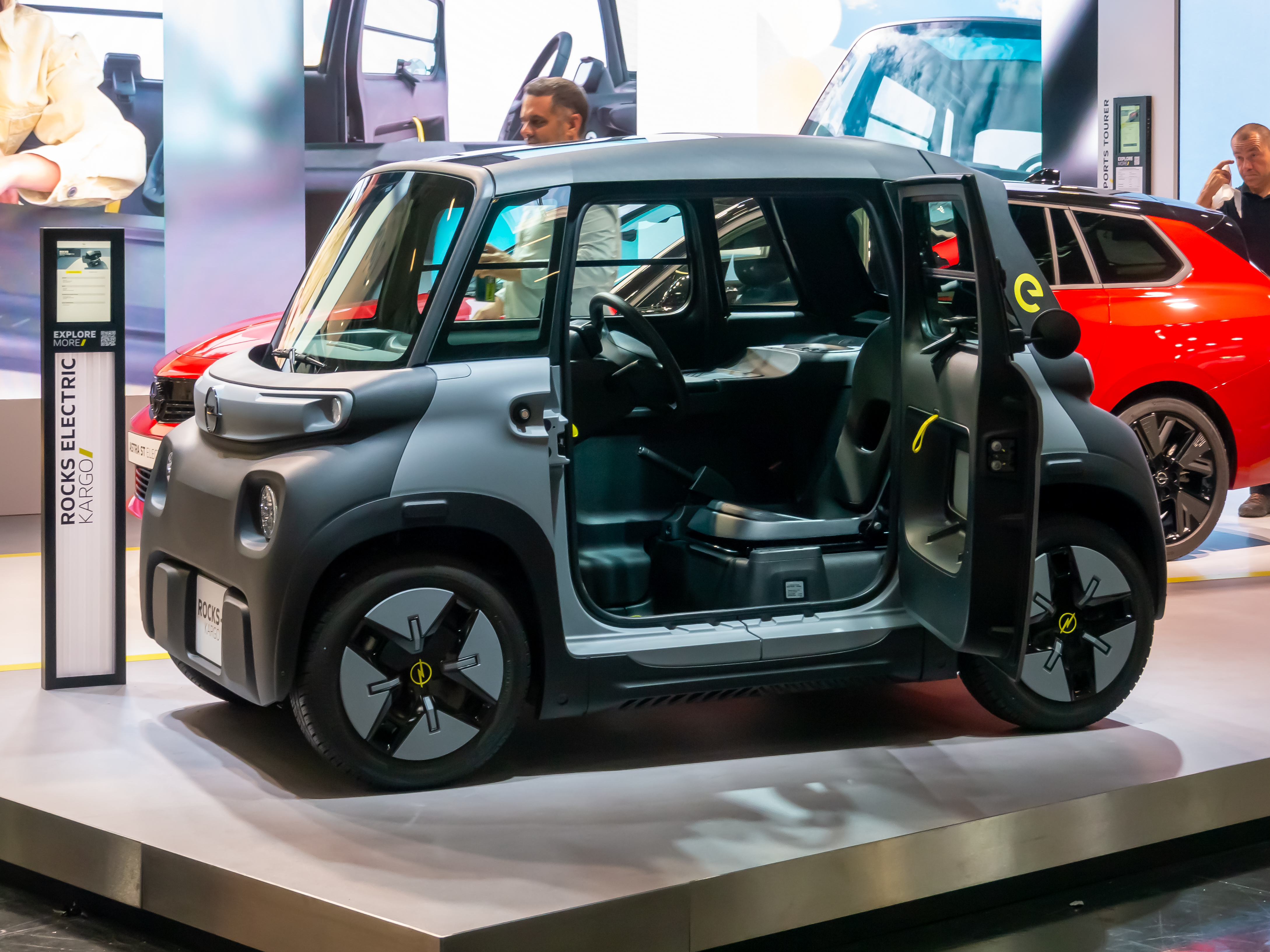
Opel Rocks-e Kargo mit Ladekiste statt Beifahrersitz
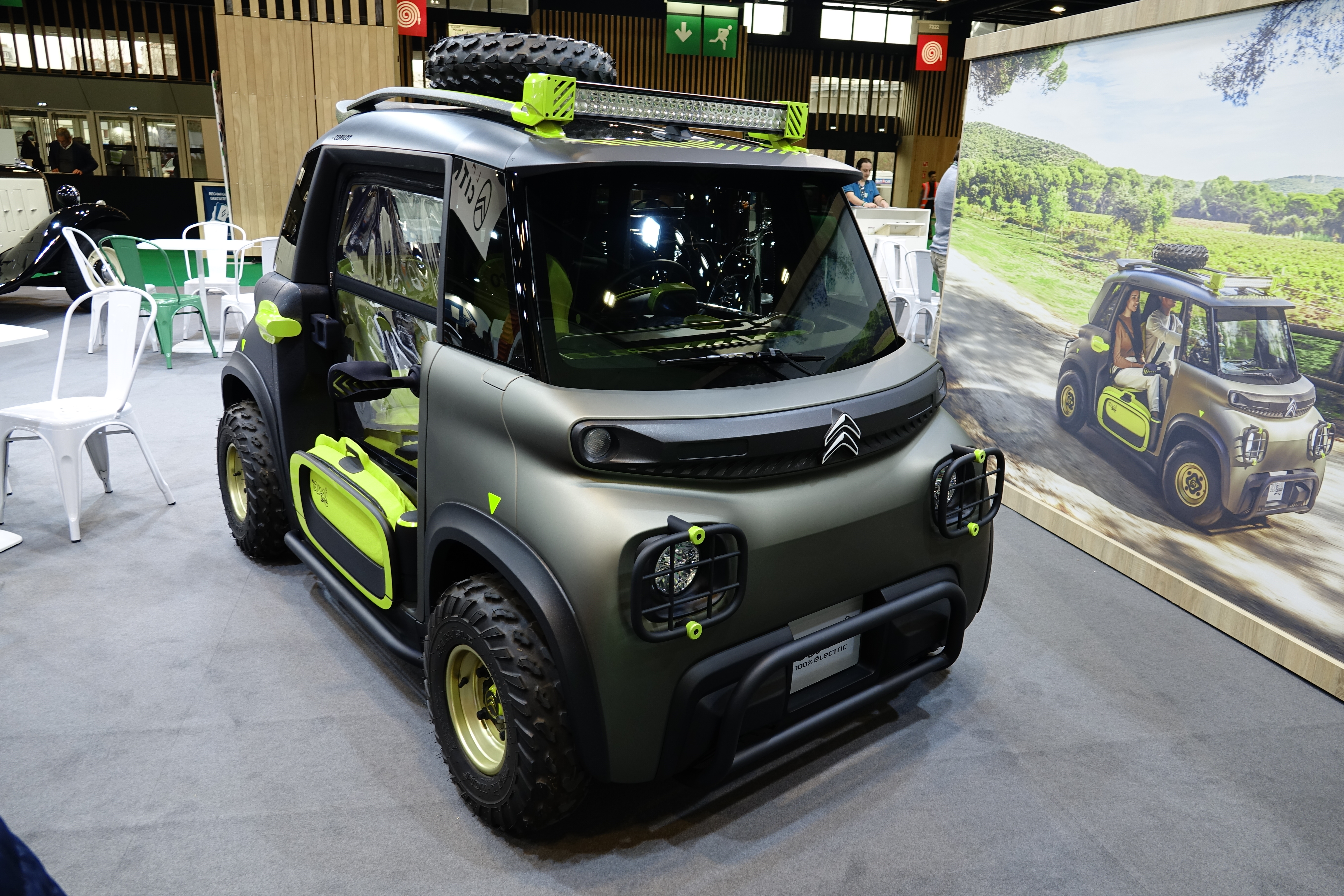
Citroën My Ami Buggy Concept
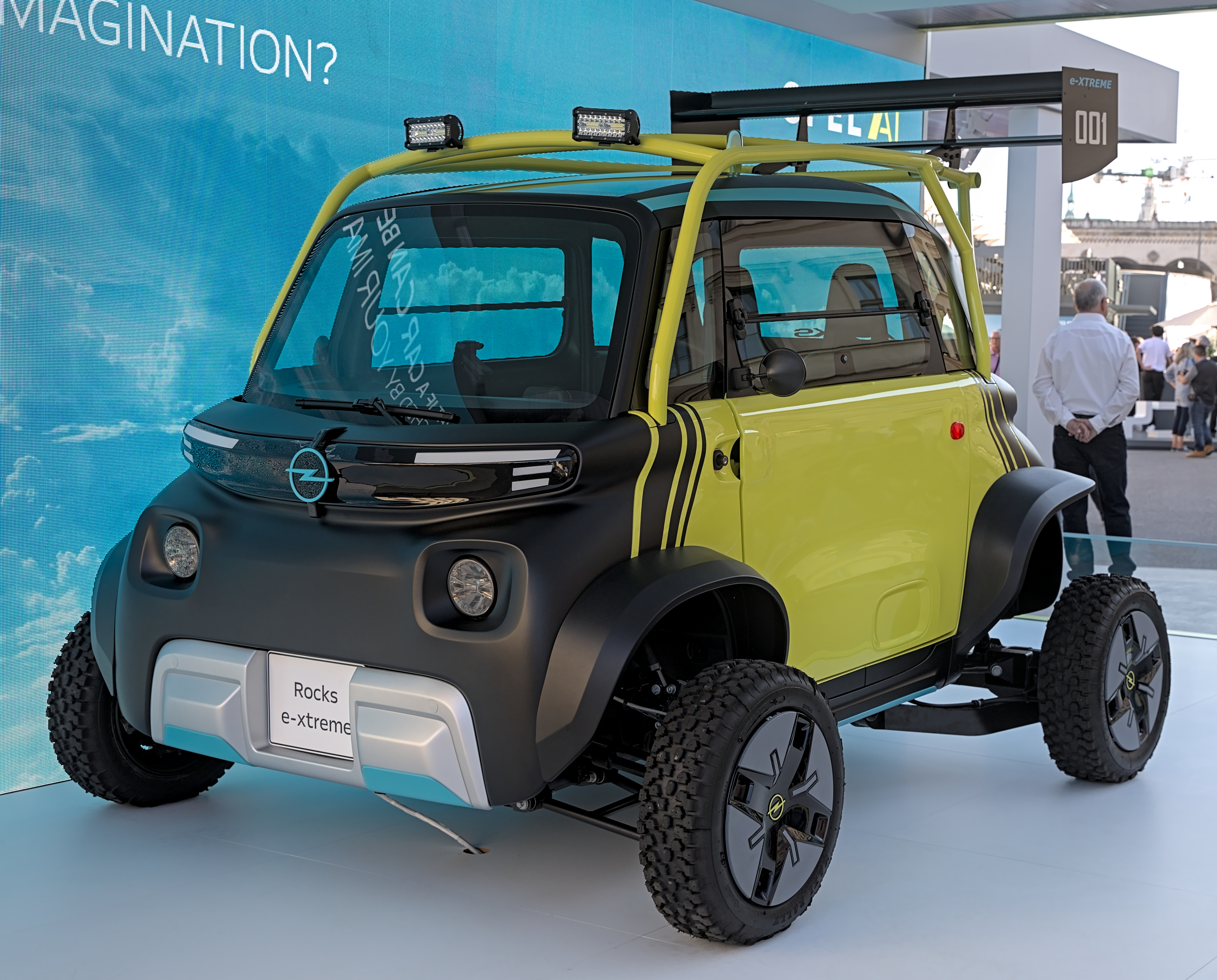
Opel Rocks e-xtreme
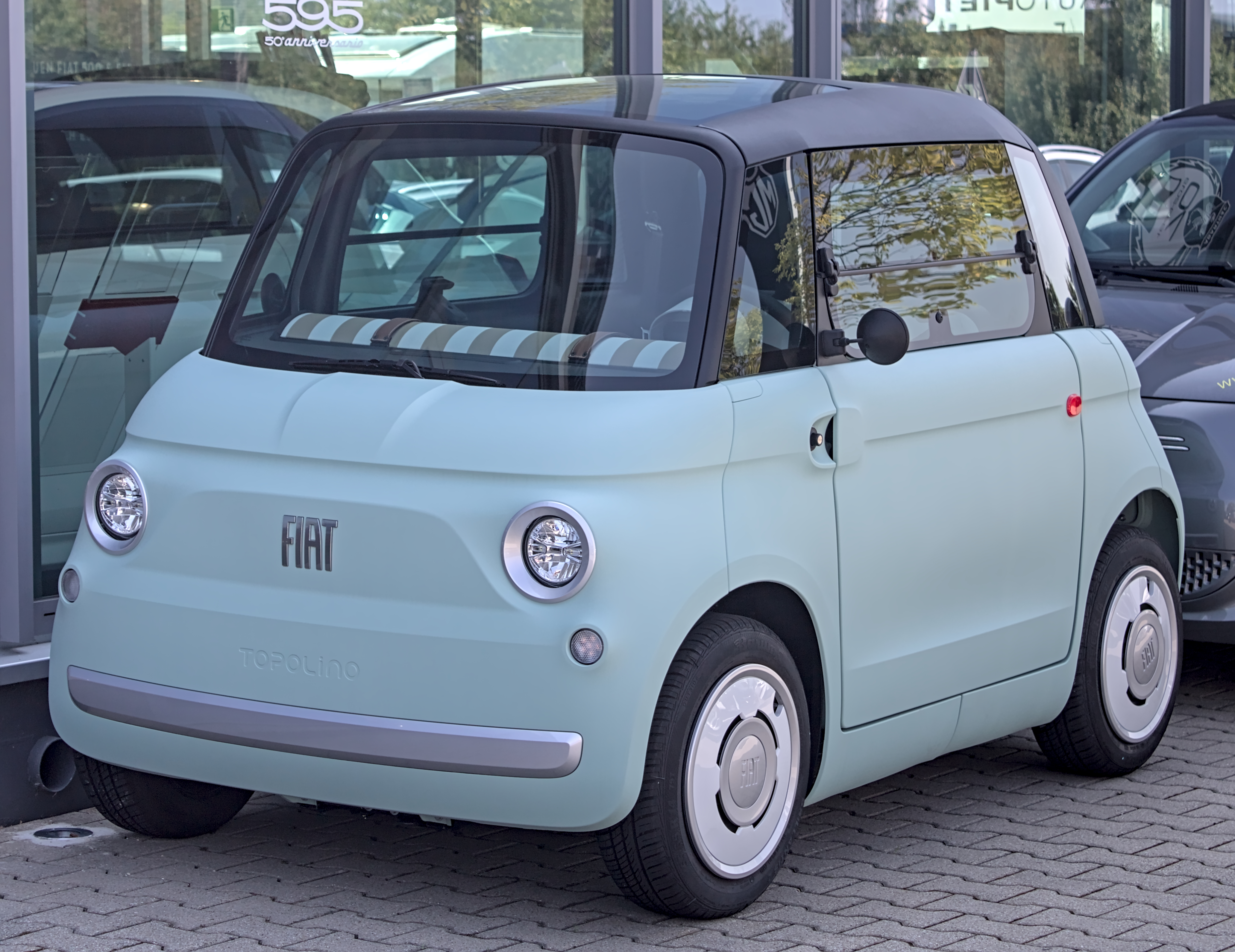
Fiat Topolino
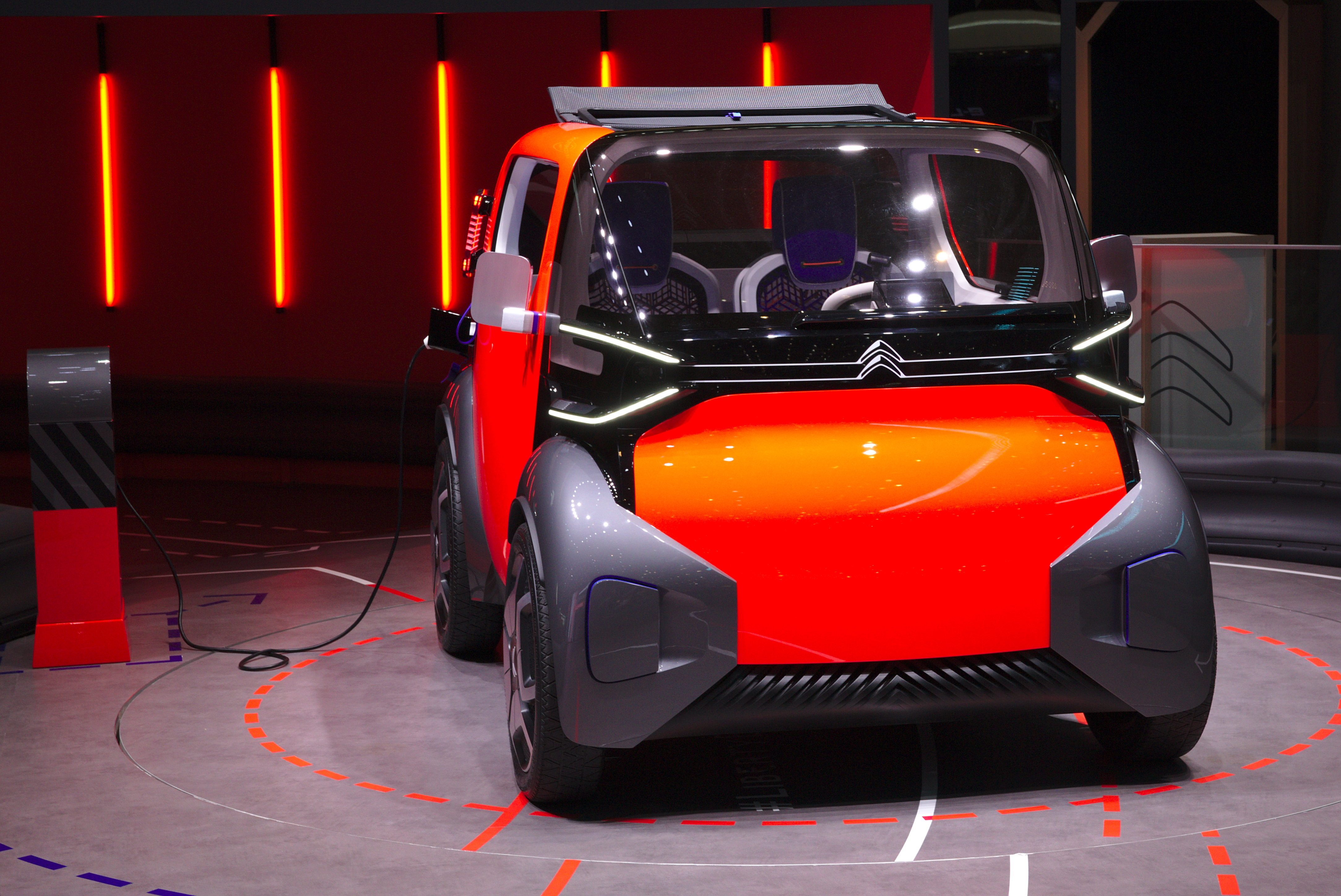
Citroën Ami One Concept auf dem Genfer Auto-Salon 2019

## Konstruktion
Die Karosserie des Modells ist symmetrisch aufgebaut. So sind die beiden Türen sowie die Front- und Heckverkleidung gleich. Infolgedessen ist die Beifahrertür vorn, die Fahrertür hinten angeschlagen („Selbstmördertür“), und es gibt weniger unterschiedliche Bauteile. Die Außenhaut der Karosserie ist aus Kunststoff und sitzt auf einem Gerippe aus Stahlprofilen. Der Ami wird aus insgesamt etwa 250 Baugruppen montiert, etwa einem Zehntel dessen, was für ein herkömmliches Auto notwendig ist.
Angetrieben wird der Ami von einem Elektromotor mit einer Leistung von 6 kW. Die Energie speichert ein Lithium-Ionen-Akkumulator mit einem Energieinhalt von 5,5 kWh. Die Reichweite soll laut Hersteller 75 Kilometer betragen. Den Verbrauch gibt Opel in der EU-Übereinstimmungsbescheinigung mit 8 kWh pro 100 km an. Über ein Ladekabel, das unterwegs in einem Fach hinter der Beifahrertür zu verstauen ist, kann die Batterie an einer Schukosteckdose geladen werden. Bei leerer Batterie dauert das etwa vier Stunden. Der Stauraum des normalen Personenwagens beträgt laut Opel 63 Liter.
Der Ami unterliegt keinen Crash-Vorschriften und ist sicherheitstechnisch daher nicht unbedenklich.

## Klassifizierung
Der Citroën Ami ist der EG-Fahrzeugklasse L6e zugeordnet (genauer: L6e-BP gemäß Anhang I der Verordnung (EU) Nr. 168/2013: Leichtes Vierradmobil für Personenbeförderung bis 6 kW). Zwar hat das Fahrzeug ein Leergewicht mit Batterie von 471 kg und überschreitet damit eigentlich den für diese Klasse geltenden Höchstwert von 425 kg. Bei Elektrofahrzeugen mit Batterie wird das Leergewicht jedoch ohne Batterie gemessen; dieses Leergewicht beträgt nur 416 kg. Gängige Bezeichnungen in der Versicherungswirtschaft sind „Leichtkraftfahrzeug vierrädrig bis 425 kg“ oder „Leichtfahrzeug vierrädrig bis 45 km/h“. Im französischen Steuer- und Versicherungssystem wird das Modell in der günstigsten Klasse 1 CV eingestuft.

## Ausstattung
Um die Produktionskosten niedrig zu halten, ist das Fahrzeug einfach ausgestattet. So hat es keine Airbags oder Fahrerassistenzsysteme. Statt eines Infotainmentsystems gibt es eine Smartphonehalterung. Es gibt auch jeweils nur eine Fahrzeugfarbe: hellblau für den Citroën Ami, grau für den Opel Rocks und Mintgrün für den Fiat Topolino.
Das Fahrzeug hat keine Innenraum- oder Sitzheizung. Gegen Beschlagen von innen gibt es jedoch ein Gebläse mit Heizung an der Frontscheibe.